# Túmulo en estanque

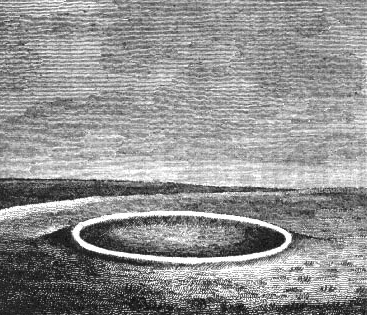
Grabado de un túmulo en estanque por Richard Colt Hoare.

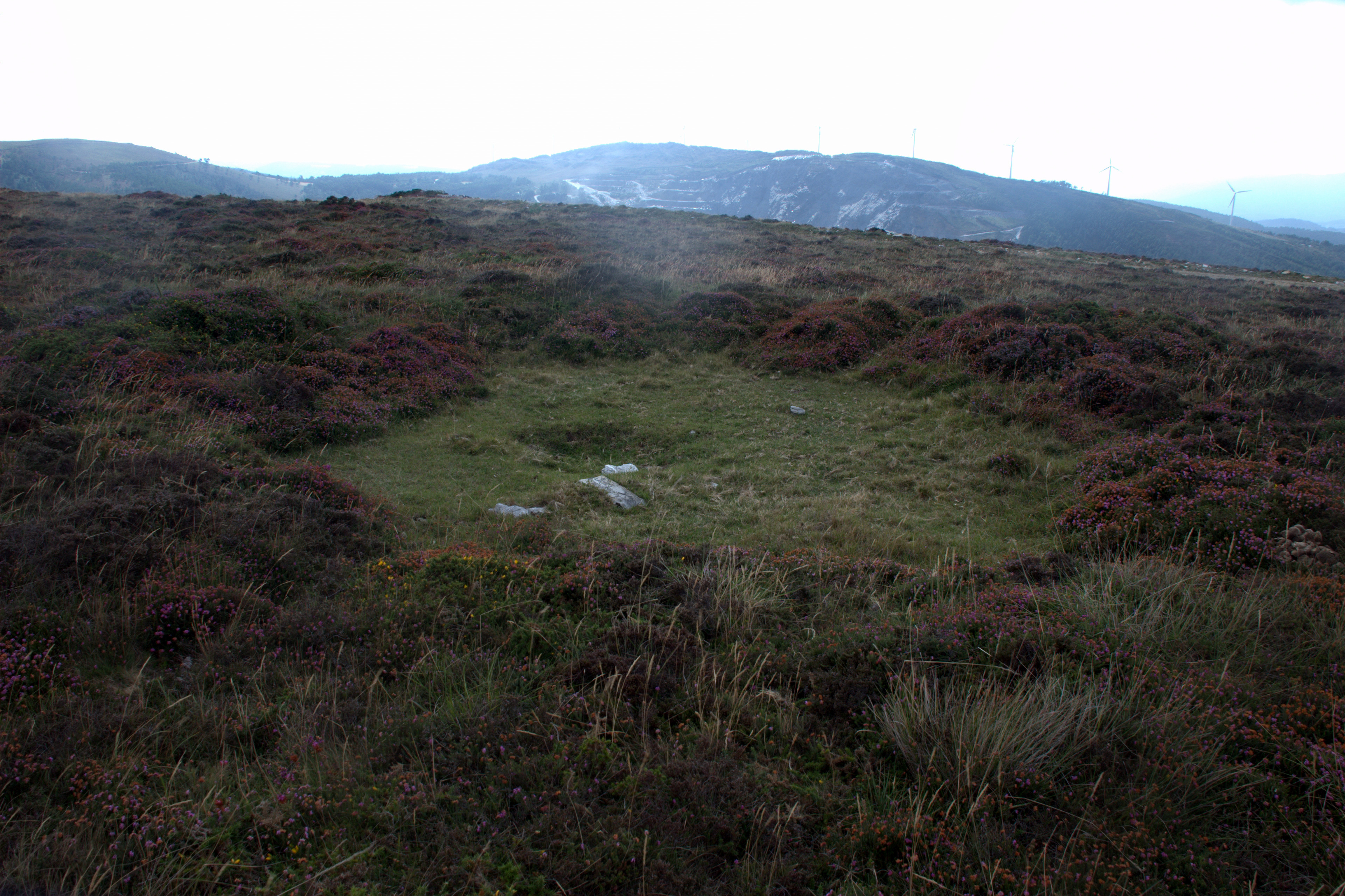
Un posible túmulo en estanque atlántico en Galicia (España).

Un túmulo en estanque es un túmulo, de forma circular, bien formado y con un terraplén por borde hecho de las tierras extraídas de la depresión realizada en el terreno para formar el "estanque".
En el centro del túmulo hay, por lo general, un pozo o hueco, a veces con un enterramiento, en ocasiones de gran profundidad. Los túmulos en estanque van desde los 5 metros (16 pies) hasta los 30 metros (98 pies) de diámetro. Por lo general son difíciles de reconocer, ya que con el tiempo se han hecho cada vez menos visibles, y la profundidad original era inferior a 0,3 m.

## Cronología de los túmulos en estanque
En general está aceptado que los túmulos en estanque fueron, principalmente, construidos en la mitad del segundo milenio a. C., sobre todo en Wiltshire y Dorset.
Se definieron por primera vez por Sir Richard Hoare Colt en 1810 en un libro sobre la historia antigua del sur de Wiltshire, pero fueron excavados anteriormente, y por primera vez, por William Stukeley. El término, sin embargo, fue inventado por Hoare, aunque "túmulo" se refiere a una especie de colina o montículo, y lo que es en este caso el término es bastante engañoso, al tratarse de una depresión.

## Usos
El hecho de que sólo pequeñas cantidades de restos humanos se hayan encontrado en los túmulos sugiere que pueden haber sido utilizados como centros ceremoniales en vez de tumbas, y que los rituales funerarios pudieron haberse llevado a cabo en ellos. Otros posibles usos incluyen pozos, para las comunicaciones con el inframundo y lugar para danzas.